# Деровере
Деровере (итал. Derovere) је насеље у Италији у округу Кремона, региону Ломбардија.
Према процени из 2011. у насељу је живело 109 становника. Насеље се налази на надморској висини од 34 м.

## Становништво
| 1936. | 1951. | 1961. | 1971. | 1981. | 1991. | 2001. | 2011. |
| ----- | ----- | ----- | ----- | ----- | ----- | ----- | ----- |
| 1.299 | 1.212 | 932   | 556   | 462   | 396   | 350   | 310   |